# Музей современного искусства (Барселона)
Музей современного искусства в Барселоне (кат. Museu d’Art Contemporani de Barcelona, сокр.MACBA) — художественный музей в столице Каталонии. Здание, построенное по проекту архитектора Ричарда Мейера, открылось 28 ноября 1995 года. В коллекции музея находятся преимущественно произведения искусства второй половины XX века, а также — работы современных художников. Экспозиция музея меняется каждые три-четыре месяца.

## История
В 1959 году художественный критик Александр Чиричи Пеллисер (Alexandre Cirici Pellicer) собрал группу современных художников, представивших свои работы на 23 выставках, в надежде создать коллекцию для нового музея современного искусства в Барселоне. Только в 1986 году городской совет Барселоны рекомендовал американского архитектора Ричарда Мейера (1987-1995) для проектирования музея. В 1987 году был создан Фонд MACBA. В следующем году Фонд MACBA совместно с Женералитатом Каталонии и Городским советом Барселоны основал Консорциум MACBA, чтобы продолжить процесс создания музея. В конце того же года консорциум поручил Мейеру строительство музея, что было спорным вопросом, учитывая, что на момент строительства у музея не было коллекции. Музей открылся для посетителей в 1995 год, намного позже летних Олимпийских игр 1992 года, к которым он был запланирован.
В 2014 году музей приобрел дополнительную площадку для своих программ, включающую переоборудованную часовню 15-го века и два больших зала общей площадью около 21 500 квадратных футов, а также центральную площадь Plaça dels Angels. Хотя MACBA долгое время использовала часовню для представлений и инсталляций, на этот раз город предоставил учреждению весь исторический кластер на неопределенный срок.

## Архитектура
Мейер взялся за сложную задачу — создать здание, в котором в конечном итоге будут представлены разнообразные произведения современного искусства, неизвестные ему на момент проектирования. Решение построить музей на площади Plaça dels Angels соответствует замыслу Мейера разместить здание среди старейших улиц и зданий Барселоны. 
После завершения строительства стоимостью 35 миллионов долларов местные СМИ назвали музей «жемчужиной» среди старой архитектуры и узких улочек всего в нескольких кварталах от Готического центра  Барселоны. Архитектурный стиль здания имеет сильные отсылки к модернизму. Большое (120 на 35 метров) белое здание имеет большую часть южного фасада с остеклением, что позволяет посетителям любоваться видом на площадь и освещать внутренние галереи большим количеством естественного света. В музее есть три основные галереи, которые можно разделить на части, а также пять галерей меньшего размера, одна из которых находится в башне. 

## Коллекция
Постоянная коллекция, насчитывающая около 5 000 работ (по сравнению с 1 100 работами на момент открытия музея в 1995 году), датируется серединой XX века и далее. В музее представлены три периода современного искусства: первый охватывает сороковые-шестидесятые годы, второй — шестидесятые-семидесятые, третий — современный. Коллекции сосредоточены на каталонском и испанском искусстве после 1945 года, хотя представлены и некоторые зарубежные художники.
В 2020 году в дар MACBA была передана коллекция концептуального искусства Рафаэля Тоуса.

## Руководство
MACBA управляется консорциумом, основанным в 1988 году, членами которого являются региональное правительство Каталонии, городской совет Барселоны и Министерство культуры Испании. В марте 2015 года Бартомеу Мари-и-Рибас ушел с поста директора музея в связи с цензурным спором вокруг инсталляции австрийской художницы Инес Дужак. В июле 2015 года новым директором был назначен Ферран Баренблит. Эльвира Дьянгани Осе, первая чернокожая женщина, возглавившая MACBA с момента его основания, заняла пост директора в 2021 году.